# Vassili Axionov
Pour les articles homonymes, voir Axionov.
Œuvres principales
Une saga moscovite
Vassili Pavlovitch Axionov (en russe : Василий Павлович Аксёнов) est un médecin, écrivain et scénariste russe né le 20 août 1932 à Kazan (Union soviétique) et mort le 6 juillet 2009 à Moscou (Russie).

## Biographie
Vassili Axionov est né de Pavel Axionov et d'Evguénia Guinzbourg. Sa mère, Evguénia Guinzbourg, était une journaliste et éducatrice connue et son père, Pavel Axionov, avait une haute position dans l'administration de Kazan. Tous les deux « étaient des communistes de premier plan ». En 1937, ils sont, toutefois, arrêtés et jugés pour leurs liens supposés aux trotskystes. Ils sont envoyés au Goulag, puis en exil, où « chacun a servi 18 ans, mais a, de façon remarquable, survécu. » Plus tard, Evguénia se fait connaître en tant qu'autrice de livres célèbres, Le Vertige et Le Ciel de la Kolyma, documentant la brutalité de la répression stalinienne. 
Axionov reste à Kazan avec sa nounou et sa grand-mère jusqu'à ce que le NKVD l'arrête comme un fils d'« ennemis du peuple », et l’envoie dans un orphelinat sans fournir à sa famille aucune information sur son sort. Axionov y reste avant d'être secouru en 1938 par son oncle. À 16 ans, Vassili rejoint sa mère reléguée à Magadan, où il obtient son diplôme d'études secondaires. Le frère aîné de Vassili, Aliocha, est mort dans Leningrad assiégée en 1941.
Il étudie d'abord la médecine, puis se consacre à l'écriture de romans. Il y dépeint une jeunesse russe recherchant la liberté du corps et de l'esprit, c'est-à-dire sous des dehors contraires à l'imagerie officielle soviétique. Ses premiers récits (Confrères, 1960, Billet pour les étoiles, 1961, Les Oranges du Maroc, 1963) paraissent dans le journal Iounost. Ses premiers romans, Une brûlure (1975) et L'Île de Crimée (1979), sont interdits par la censure. Avec Grigori Pojenian et Ovidi Gortchakov (ru), il écrit en 1972 sous le pseudonyme collectif de Grivadi Gorpozhaks une parodie du roman policier John Green, l'intouchable.
En 1980, il est déchu de la citoyenneté soviétique et expulsé,. Il arrive à Washington, où il enseigne la littérature sans se présenter comme dissident. En 1989, il revient en Russie pour une visite, puis publie Une saga moscovite, où il décrit la vie tragique et parfois burlesque d'une famille de médecins sous Staline. Il a aussi publié Le Doux Style nouveau, À la Voltaire, qui reçoit le prix Booker russe en 2004,, Lumineuse césarienne, etc.
Après la dislocation de l'URSS, les autorités russes lui rendent sa nationalité et l'écrivain partage son temps entre les États-Unis et la Russie. Il se rend également souvent à Biarritz, sur la côte basque.
Vassili Axionov est enterré au cimetière Vagankovo à Moscou.

## Œuvres

### Romans
- Confrères, Les Éditeurs français réunis, 1963 ((ru) Коллеги, 1960)
- Les Oranges du Maroc, Les Éditeurs français réunis, 1966 ((ru) Апельсины из Марокко, 1963) Réédition : Actes Sud, coll. « Babel » no 573, 2003  (ISBN 2-7427-4159-3)
- Surplus en stock-futaille, Les Éditeurs français réunis, 1969 ((ru) Затоваренная бочкотара, 1968)
- L'Amour de l'électricité, Les Éditeurs français réunis, 1975 ((ru) Любовь к электричеству, 1971)
- Recherche d'un genre, Gallimard, 1979 ((ru) Поиски жанра, 1972)
- Notre ferraille en or, Stock, 1978 ((ru) Золотая наша Железка, 1973)
- Une brûlure, Gallimard, 1983 ((ru) Ожог, 1975)
- L'Oiseau d'acier, Gallimard, 1980 ((ru) Стальная птица, 1978) Réédition : Gallimard, coll. « L'Imaginaire » no 700, 2018  (ISBN 978-2-07-276653-4)
- L'Île de Crimée, Gallimard, 1982 ((ru) Остров Крым, 1979)
- Paysage de papiers, Gallimard, 1985 ((ru) Бумажный пейзаж, 1982)
- Un petit sourire, s'il vous plaît, Gallimard, 1986 ((ru) Скажи изюм, 1983)
- Le Jaune de l'œuf, Denoël, 1992 ((en) Желток яйца, 1989)
- Une saga moscovite : La Génération de l'hiver ; Guerre et Prison ; Prison et Paix, Gallimard, 1995 ((ru) Московская сага : Поколение зимы, Война и тюрьма, Тюрьма и мир, 1994) Réédition : Gallimard, coll. « Folio », 2 vol., no 2984-2985, 2018 (vol. I)  (ISBN 2-07040222-3), (vol. II)  (ISBN 2-07-040275-4)
- Le Doux Style nouveau, Gallimard, 1999 ((ru) Новый сладостный стиль, 1998)
- Lumineuse Césarienne, Actes Sud, 2003 ((ru) Кесарево свечение, 2000)
- À la Voltaire roman à l'ancienne, Actes Sud, 2005 ((ru) Вольтерьянцы и вольтерьянки, 2004) Réédition : Actes Sud, coll. « Babel » no 831, 2007  (ISBN 978-2-7427-6919-3)
- Les Hauts de Moscou, Actes Sud, 2007 ((ru) Москва Ква-Ква, 2006) La traduction par Lily Denis du roman Les Hauts de Moscou remporte une Mention spéciale au Prix Russophonie 2008
- Terres rares, Actes Sud, 2008 ((ru) Редкие земли, 2007)

### Recueils de nouvelles
- Billet pour les étoiles, Julliard, 1963 ((ru) Звёздный билет, 1961)
- Physicolyrica, Gallimard, 1997 ((ru) Fisikolirika, ?)

### Théâtre
- Le Héron, Actes Sud, 1984 ((ru) Цапля, 1980) Antoine Vitez met en scène Le Héron dans une production présentée au Théâtre de Chaillot de Paris en 1984[8]

### Autre publication
- À la recherche de «Melancholy Baby». Sur l'Amérique, Gallimard, 1990 ((ru) V poiskah Grustnogo Bebi, 1987)

## Filmographie

### Scénarios originaux
- 1963 : Kogda razvodyat mosty, film soviétique réalisé par Viktor Solokov, scénario original signé Vassili Axionov
- 1966 : À mi-chemin de la Lune (На полпути к Луне, Na polputi k Lune), film soviétique réalisé par Dzhemma Firsova, scénario original signé Vassili Axsionov
- 1971 : Khozyain, film soviétique réalisé par Mikhail Yershov, scénario original signé Vassili Axionov, Akiba Golburt et Mikhail Kurayev
- 1972 : La Maison de marbre (Mramornyy dom), film soviétique réalisé par Boris Grigoriev, scénario original signé Vassili Axionov
- 1977 : Tsentrovoy iz podnebesya, film soviétique réalisé par Isaak Magiton, scénario original signé Vassili Axionov
- 1978 : Poka bezumstvuyet mechta, film soviétique réalisé par Yuriy Gorkovenko, scénario original signé Vassili Axionov

### Adaptations

#### Cinéma
- 1962 : Mon petit frère (Мой младший брат), film soviétique réalisé par Alexandre Zarkhi, adaptation par Vassili Axionov de sa nouvelle Billet pour les étoiles (1961)
- 1962 : Confrères (ru) (Коллеги), film soviétique réalisé par Alekseï Sakharov (ru), adaptation du roman Confrères (1959)
- 1966 : Zavtraki sorok tretyego goda, film soviétique réalisé par Inna Toumanian, adaptation par Vassili Axionov d'une de ses nouvelles
- 1966 : Papa, slozhi!, film soviétique réalisé par Inessa Seleznyova, adaptation par Vassili Axionov d'une de ses nouvelles

#### Télévision
- 2004 : Une saga moscovite (Московская сага), série télévisée russe réalisée par Dmitri Barchtchevski, adaptation du roman Une saga moscovite (1992)
- 2016 : Une passion mystérieuse (ru) (Таинственная страсть), téléfilm russe réalisé par Vladislav Fourmanov (ru), adaptation de Une passion mystérieuse ou le Roman des soixante-huitards (2009)